# Pierwsza alija

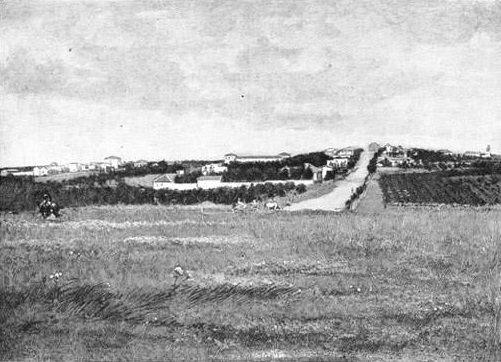
Żydowska osada rolnicza Riszon le-Cijjon

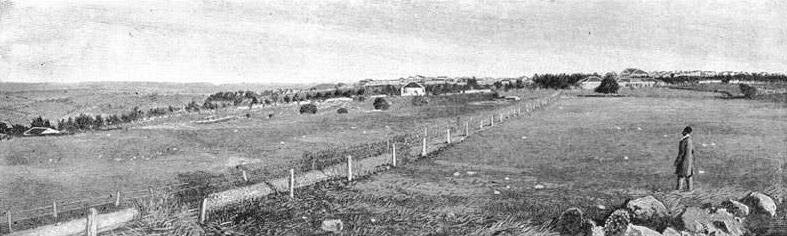
Żydowska osada rolnicza Zichron Ja’akow

Pierwsza alija – pierwsza masowa imigracja pobudzonych ideami syjonizmu Żydów do Palestyny, która trwała w latach 1881–1903. Szacuje się, że w tym okresie osiedliło się w Palestynie około 25 000 – 35 000 Żydów, pochodzących w większości z Rosji i Jemenu.

## Historia
W latach 1881–1914 doszło do serii 223 pogromów Żydów w Rosji. Wielu z Żydów (około 3,5 mln ludzi) uciekało przed pogromami. Około 2 mln wyemigrowało do USA. Jednak pewna część imigrantów skierowała się do Palestyny.
Od roku 1881 baron Edmond de Rothschild, kryjąc się pod pseudonimem „Znanego dobroczyńcy” (hebr. Ha-Nadiw ha-Jadua), wspierał materialnie nowo tworzone żydowskie osady rolnicze w Palestynie.
W 1882 roku rumuńscy Żydzi osiedlili się w pobliżu Safedu i założyli tam kolonię Rosz Pina (130 rodzin) oraz pod Hajfą, zakładając Zichron Ja’akow. Natomiast Żydzi rosyjscy z Charkowa założyli kolonię Riszon le-Cijjon (10 rodzin). Nowo powstałe osady miały charakter rolniczy i miały na celu osiągnięcie pełnej samowystarczalności. Ci żydowscy pionierzy byli zjednoczeni przez wspólne hasło: „Domie Jakuba powstań, a pójdziemy” (po hebrajsku: בית יעקב לכו ונלכה [Bet Jaakow, lechu we-nelcha]; cytat z Księgi Izajasza 2,5). Od początkowych liter tego hasła powstał skrót ביל"ו (Bilu), który stał się nazwą ruchu osadników. Pozostali żydowscy osadnicy w Palestynie sprzeciwiali się ruchowi „Bilu”, gdyż utrzymywali się głównie z tzw. „chaluki”, czyli datków od diaspory. Idea nowych, samowystarczalnych osad bardzo spodobała się baronowi Edmondowi de Rothschildowi, który udzielał im wsparcia finansowego.
W 1885 roku powstała kolonia Gedera. W chwilach ciężkiego kryzysu osada przetrwała dzięki wsparciu materialnemu i duchowemu Jechwela Michaela Pinesa. W 1903 roku w żydowskiej osadzie Chowewej Cijon, rozpoczął swoją działalność Aharon Dawid Gordon. Prowadził on badania naukowe nad nowoczesnymi metodami upraw rolniczych, wprowadzając ruch syjonistyczny w nową zaawansowaną erę.